# Llorenç Riera Ortega
Llorenç Riera Ortega (Manacor, Baleares, 5 de enero de 1987), conocido como Sito Riera, es un futbolista español que juega de delantero en el C. D. Manacor de la Tercera Federación. Es hermano del exfutbolista internacional Albert Riera.

## Trayectoria
Tras iniciarse en el fútbol base del C. D. Manacor, en el año 2000 ingresó en los infantiles del F. C. Barcelona. La campaña 2004-05 formó parte del Juvenil A, un equipo histórico que logró tres títulos en una temporada: la Liga de División de Honor, la Copa de Campeones y la Copa del Rey, en cuya final logró uno de los dos goles de la victoria.
Su progresión le llevó, la siguiente temporada, directamente al F. C. Barcelona "B", sin pasar por el F. C. Barcelona "C". Jugó dos años en el filial azulgrana en Segunda División B. Tras perder la categoría, el verano de 2007 fichó por el R. C. D. Espanyol, donde jugaba su hermano Albert. Durante un año jugó en el filial españolista, donde vivió un nuevo descenso de Segunda División B a Tercera División.
Sin sitio en el primer equipo, para que continuase su progresión el R. C. D. Espanyol lo cedió al Panthrakikos FC, que acaba de ascender a la Super Liga de Grecia. A pesar de ser un equipo debutante en el máxima categoría, el equipo de Komotini completó una buena campaña, logrando mantener la categoría tras finalizar en undécima posición. Sito Riera tuvo un papel destacado, finalizando como máximo anotador del equipo, con cinco goles. 
Finalizada la cesión, permaneció en Grecia, ya que un acuerdo alcanzado entre el Español y el Panionios NFC -equipo entrenado por Emilio Ferrera, con quien Riera había coincidido en el Panthrakikos- facilitó el traspaso de Riera al club heleno.
Posteriormente pasó por Ucrania y Polonia antes de jugar en Chipre para el Enosis Neon Paralimni y el AEL Limassol F. C. Tras estas dos experiencias volvió a Grecia de la mano del Anagennisi Karditsa, donde estuvo unos meses antes de regresar al fútbol español en marzo de 2023 después de fichar por el C. F. Talavera. De cara a la siguiente temporada se incorporó al C. D. Manacor de su localidad natal.

## Clubes
| Club                      | País       | Año       |
| ------------------------- | ---------- | --------- |
| F. C. Barcelona "C"       | España     | 2005-2006 |
| F. C. Barcelona "B"       | España     | 2006-2007 |
| R. C. D. Espanyol "B"     | España     | 2007-2009 |
| Panthrakikos (cedido)     | Grecia     | 2008-2009 |
| Panionios N. F. C.        | Grecia     | 2009-2011 |
| F. C. Chornomorets Odessa | Ucrania    | 2012-2014 |
| F. C. Kairat Almaty       | Kazajistán | 2014-2016 |
| Śląsk Wrocław             | Polonia    | 2016-2018 |
| Enosis Neon Paralimni     | Chipre     | 2018-2020 |
| AEL Limassol F. C.        | Chipre     | 2020-2022 |
| Anagennisi Karditsa       | Grecia     | 2022      |
| C. F. Talavera            | España     | 2023      |
| C. D. Manacor             | España     | 2023-     |

## Palmarés

### Campeonatos nacionales
| Título                            | Club                      | País   | Año  |
| --------------------------------- | ------------------------- | ------ | ---- |
| Copa del Rey de Juveniles         | F. C. Barcelona Juvenil A | España | 2005 |
| Copa de Campeones de Liga Juvenil | F. C. Barcelona Juvenil A | España | 2005 |